# 保加利亞21歲以下國家足球隊
保加利亞21歲以下國家足球隊（Младежки национален отбор по футбол на България，簡稱保加利亞U-21）是保加利亞的21歲以下國家足球代表隊，由保加利亞足球協會負責組織，參加每兩年舉辦一次的歐洲U-21足球錦標賽。

## 競賽歷史
1978年首屆歐洲U-21足球錦標賽保加利亞U-21在外圍賽4戰4勝，壓倒比利時及法國出線。半準決賽對丹麥，首回合作客以1-4敗走，但取得1個寶貴作客入球；次回合主場淨勝3-0，累計4-4，憑作客入球優惠獲得過關。準決賽遭遇東德，首回合主場僅勝2-1；次回合作客以1-3落敗，累計3-4被淘汰。
1990年保加利亞U-21捲土重來，外圍賽6戰5勝1負順利出線，其中主場6-0大勝丹麥是對手至今最差敗仗。準決賽硬碰南斯拉夫，主客兩回合分別以0-2及0-1見負，累計0-3出局未能再進一步。
2007年保加利亞U-21在外圍賽首先作客3-0大敗烏克蘭，再於主場2-1擊倒克羅地亞，兩戰兩勝晉身附加賽。附加賽對手為比利時，首回合作客於完場前憑十二碼迫和1-1；滿以為可以再次晉身決賽週，卻在次回合主場慘敗1-4，累計2-5被踢出局。  

### 歐青盃歷屆成績
| 年度   | 主辦國   | 冠軍     | 成績             |
| ------ | -------- | -------- | ---------------- |
| 1978年 | 主客制   | 南斯拉夫 | 四強（1）        |
| 1980年 | 主客制   | 蘇聯     | 外圍賽出局       |
| 1982年 | 主客制   | 英格蘭   | 外圍賽出局       |
| 1984年 | 主客制   | 英格蘭   | 外圍賽出局       |
| 1986年 | 主客制   | 西班牙   | 外圍賽出局       |
| 1988年 | 主客制   | 法國     | 外圍賽出局       |
| 1990年 | 主客制   | 蘇聯     | 八強（2）        |
| 1992年 | 主客制   | 義大利   | 外圍賽出局       |
| 1994年 | 法國     | 義大利   | 外圍賽出局       |
| 1996年 | 西班牙   | 義大利   | 外圍賽出局       |
| 1998年 | 羅馬尼亞 | 西班牙   | 外圍賽出局       |
| 2000年 | 斯洛伐克 | 義大利   | 外圍賽出局       |
| 2002年 | 瑞士     | 捷克     | 外圍賽出局       |
| 2004年 | 德国     | 義大利   | 外圍賽出局       |
| 2006年 | 葡萄牙   | 荷蘭     | 外圍賽出局       |
| 2007年 | 荷蘭     | 荷蘭     | 外圍賽附加賽出局 |
| 2009年 | 瑞典     | 德國     | 外圍賽出局       |
| 2011年 | 丹麦     |          |                  |

## 外部連結
- （英文）歐洲足協U21國家隊（页面存档备份，存于）
- （英文）RSSSF：歐青賽全紀錄（页面存档备份，存于）